# روبرت ك. وايس
روبرت ك. وايس (بالإنجليزية: Robert K. Weiss)‏ هو كاتب سيناريو ومنتج أفلام وممثل أمريكي، ولد في القرن 20 في ذا برونكس في الولايات المتحدة.

## أعمال

### أفلام
- (1988) السلاح العاري: من ملفات فرقة الشرطة![1]
- (2006) فيلم مخيف 4
- (2008) سوبر هيرو موف[2]

## وصلات خارجية
- روبرت ك. وايس على موقع IMDb (الإنجليزية)
- روبرت ك. وايس على موقع ألو سيني (الفرنسية)
- روبرت ك. وايس على موقع بوكس أوفيس موجو (الإنجليزية)
- روبرت ك. وايس على موقع قاعدة بيانات الأفلام السويدية (السويدية)
- روبرت ك. وايس على موقع قاعدة بيانات الفيلم (الإنجليزية)
- روبرت ك. وايس على موقع كينوبويسك (الروسية)